# Heteropyxis natalensis
Heteropyxis natalensis är en myrtenväxtart som beskrevs av William Henry Harvey. Heteropyxis natalensis ingår i släktet Heteropyxis och familjen myrtenväxter. Inga underarter finns listade i Catalogue of Life.

## Bildgalleri

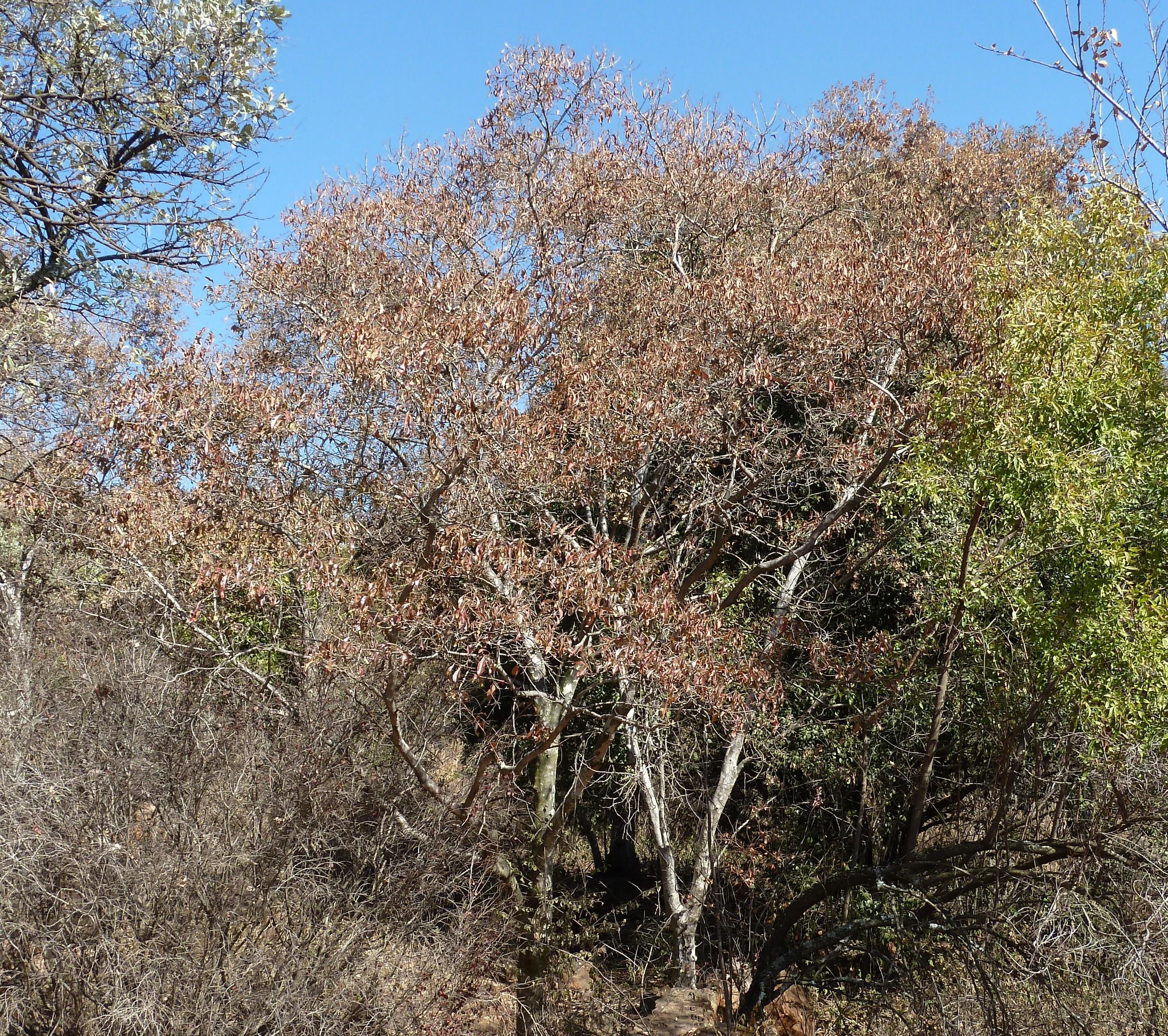
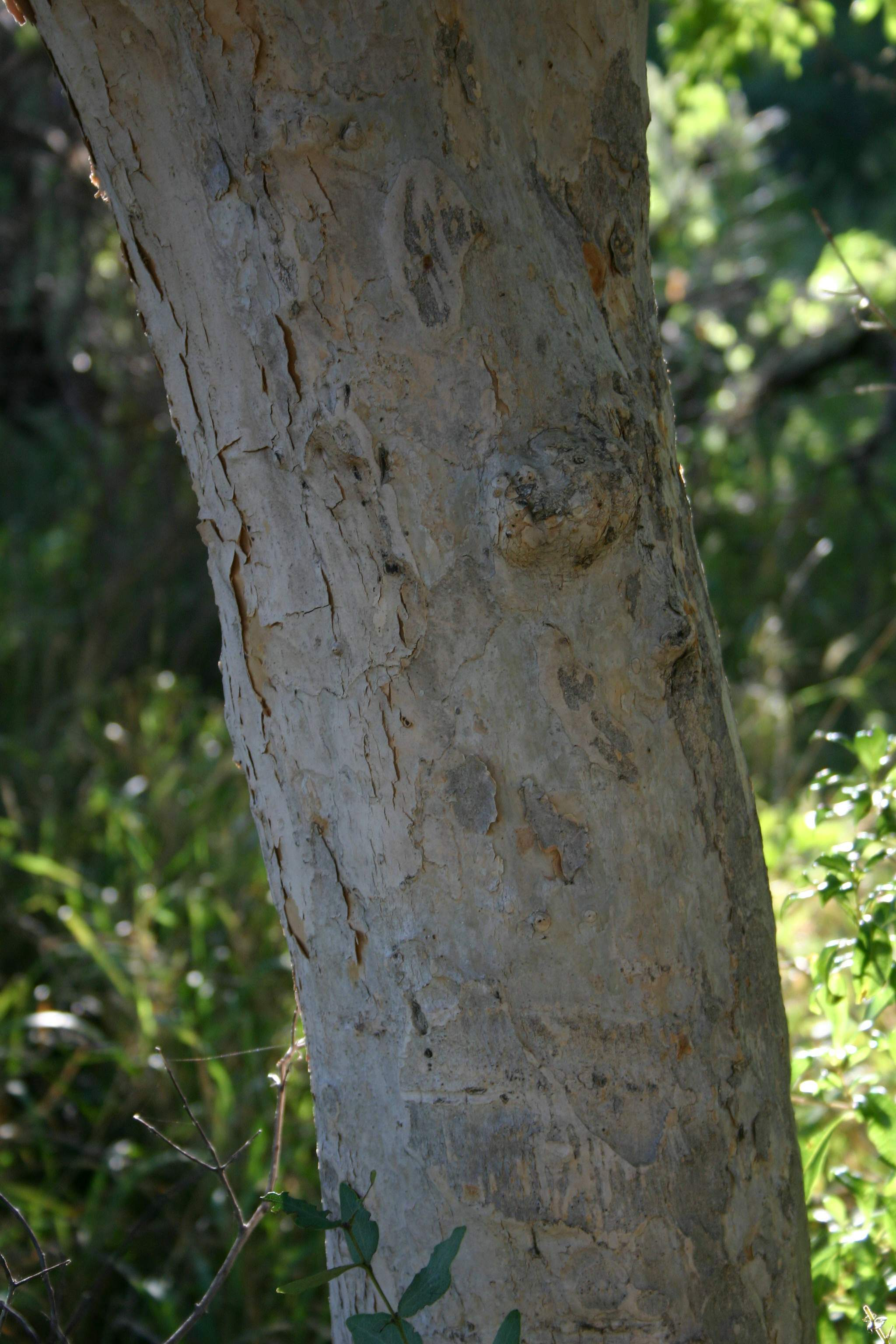
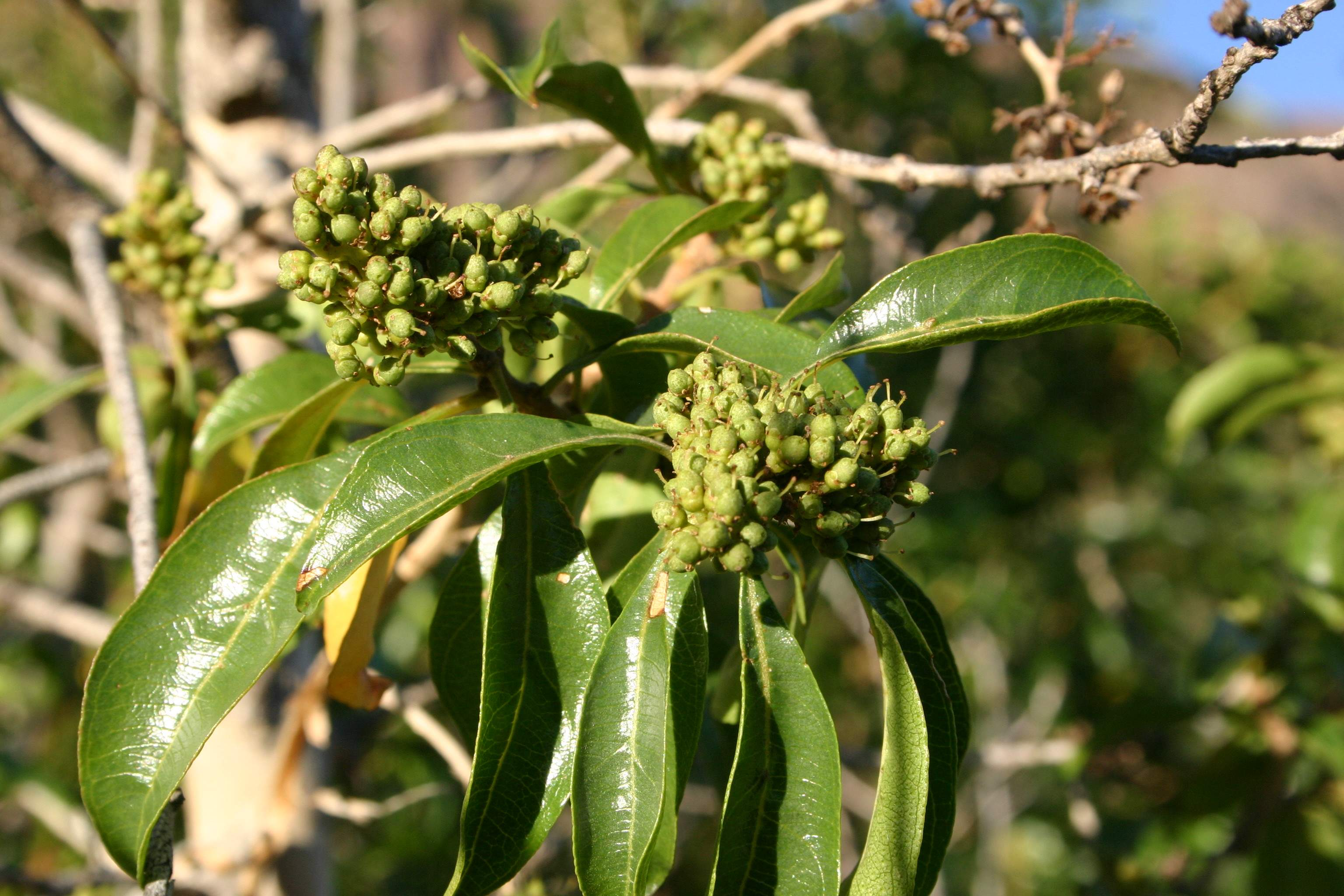
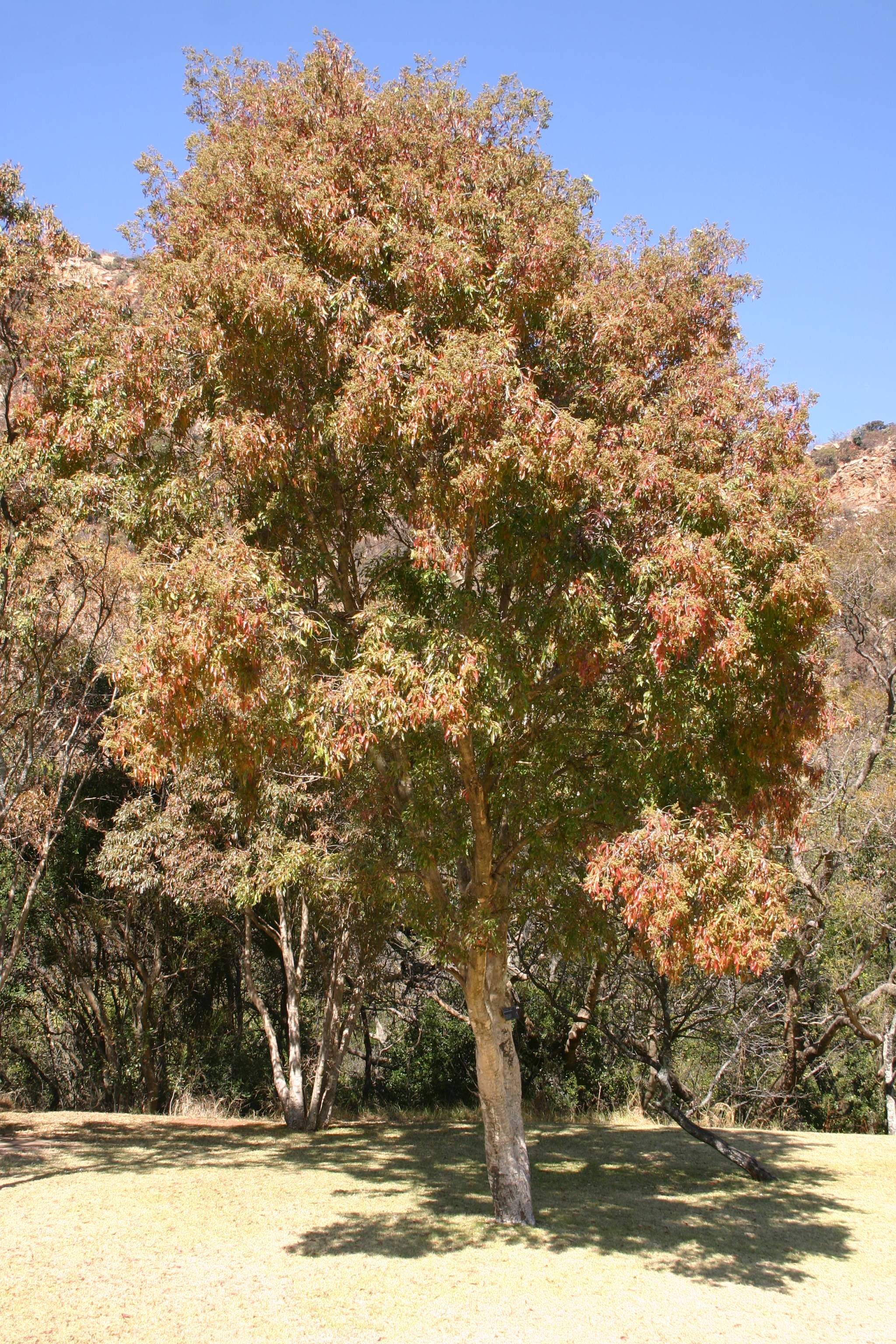